# Pío de Pietrelcina
Pío de Pietrelcina (Pietrelcina, Campania, 25 de mayo de 1887-San Giovanni Rotondo, Apulia; 23 de septiembre de 1968), nacido como Francesco Forgione, conocido como el padre Pío, al ingresar como fraile, en la Orden de los Hermanos Menores Capuchinos; sacerdote católico, italiano, famoso por sus dones milagrosos y por los estigmas que presentaba en manos, pies y costado. Fue beatificado en 1999 y canonizado en 2002 por el papa Juan Pablo II.

## Infancia

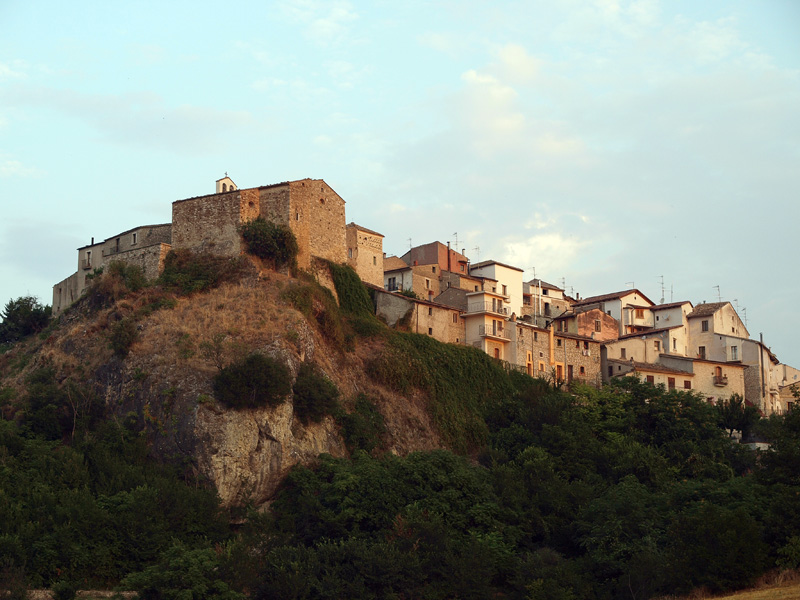
Vista general de Pietrelcina, en Italia, el lugar donde nació el padre Pío.

Francesco Forgione nació en Pietrelcina en 1887. Sus padres fueron Grazio Orazio Mario Forgione y Maria Giuseppa di Nunzio. 
Su familia era de clase humilde, trabajadora y muy devota. Desde niño mostró mucha piedad e incluso actitudes de penitencia. Su infancia se caracterizó por una salud frágil y enfermiza. Desde esta edad manifestó un gran deseo por el sacerdocio, nacido por el encuentro que tuvo con un fraile capuchino del convento de Morcone (a 30 km de Pietrelcina) llamado Fray Camillo, quien pasaba por su casa pidiendo limosna. 
Su padre tuvo que emigrar a América para poder pagar los estudios del joven Francesco, en 1898 a Estados Unidos y en 1910 a Argentina. Desde su niñez sufrió los que él llamaba «encuentros demoníacos», que lo acompañaron durante su vida. Amigos y vecinos testificaron que en más de una ocasión lo vieron pelear con lo que parecía su propia sombra.

## Comienza la vida de fraile capuchino
El 6 de enero de 1903, con 15 años, fue aceptado como novicio en el convento de Morcone. El maestro de novicios era el padre Tommaso da Monte Sant’Angelo, a quien el padre Pío recordaba como «un poco severo pero con un corazón de oro, muy bueno, comprensivo y lleno de caridad con los novicios».
La vida en el noviciado era muy dura, llena de ayunos y mortificaciones que influyeron en el carácter y espíritu de los novicios. Los ayudaba a discernir si tenían verdadera vocación; en este período las enfermedades que arrastraba desde niño fueron aumentando y permanecieron con él hasta el día de su muerte. El maestro de novicios testificó que fray Pío «fue siempre un novicio ejemplar, puntual en la observancia de la regla y nunca daba motivo para ser reprendido».
El 22 de enero de 1904 terminó su noviciado y pronunció sus votos temporales.

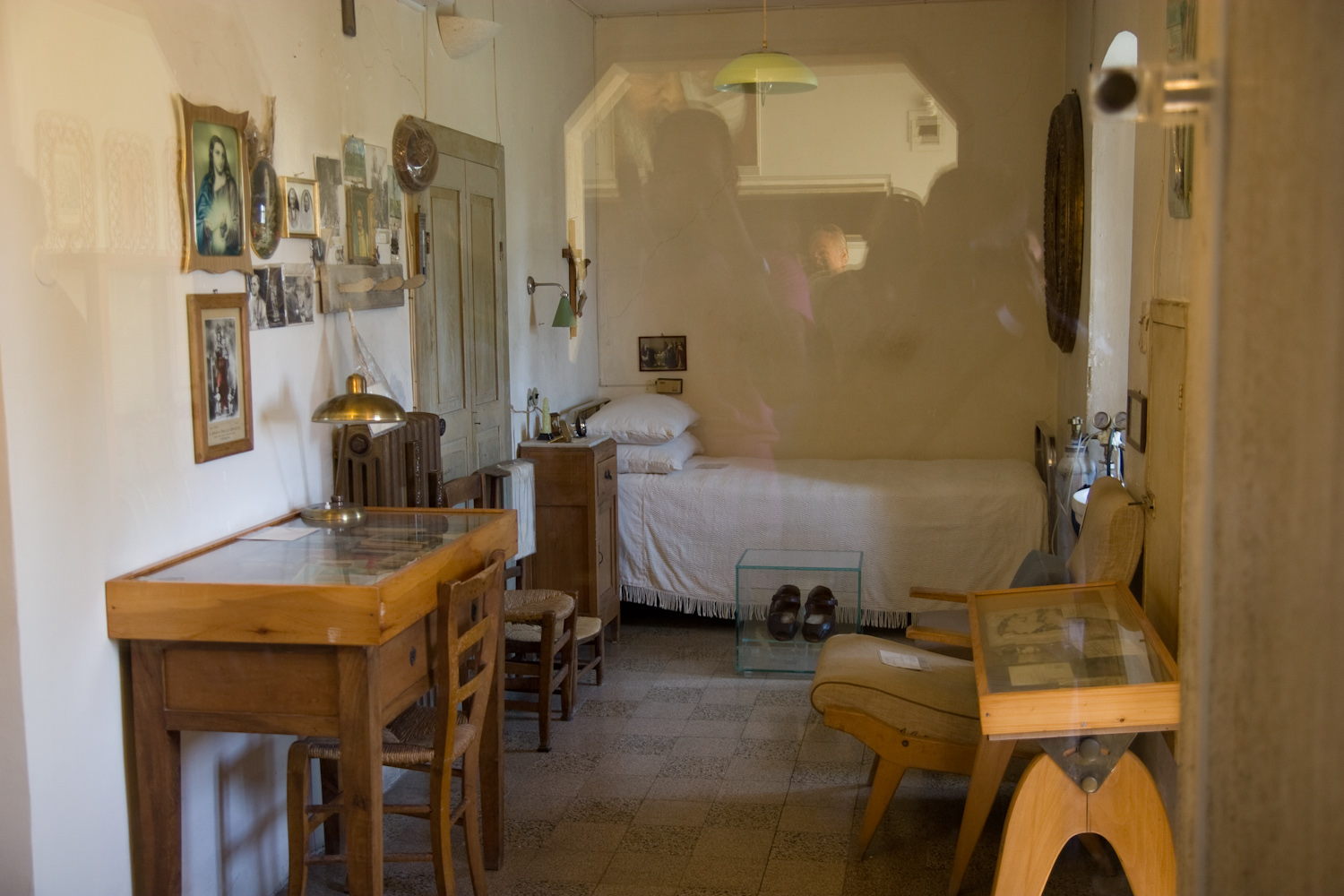
La celda monástica del padre Pío de Pietrelcina en San Giovanni Rotondo (provincia de Foggia, Italia).

El 25 de enero de ese mismo año se trasladó al convento de Sant’Elía para continuar con sus estudios. En este convento sucede su primera bilocación asistiendo al nacimiento de Giovanna Rizzani, hija de un conocido masón y futura hija espiritual suya, nacida en Údine, Venecia, lejos de donde físicamente se encontraba el padre Pío en ese momento.
El 27 de enero de 1907 hizo la profesión de sus votos solemnes.
Ese mismo año fue trasladado al convento de Serracapriola, ubicado a quince kilómetros del mar, pero le perjudicó el clima y su salud decayó. Sus superiores lo enviaron de regreso a Pietrelcina para ver si el clima de su casa le hacía bien. En esta época la gente de su pueblo confiaba en él, pidiéndole consejo, y así Francesco empezó una dirección de almas.

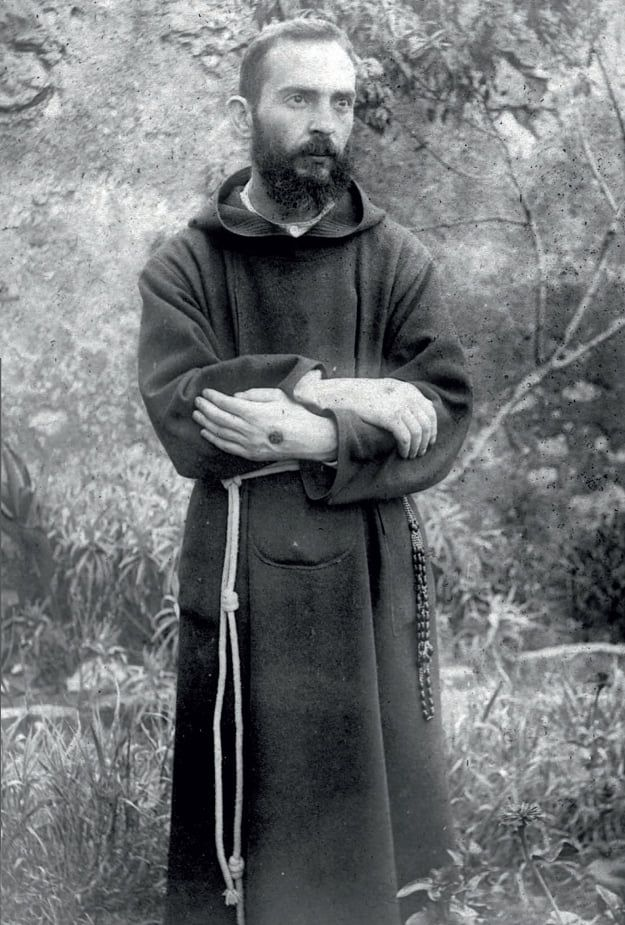
El padre Pío, con los estigmas de sus manos expuestos. Si bien llevaba usualmente las manos cubiertas, en ocasiones sus superiores le pidieron que descubriera sus manos para que las heridas pudieran fotografiarse.

En 1908 regresó al convento, pero esta vez a Montefusco. En noviembre de ese año recibió las órdenes menores (portero, lector, exorcista, acólito) y luego el subdiaconado. Toda esta época fue para él de mucha oración y estudio.
El 10 de agosto de 1910 fue consagrado sacerdote en la catedral de Benevento. Pero permaneció con su familia hasta 1916 por motivos de salud. Allí en su pueblo natal dijo haber recibido los estigmas. En septiembre de 1916 fue enviado al convento de San Giovanni Rotondo, donde vivió hasta su muerte.
Durante la Primera Guerra Mundial sirvió en el cuerpo médico italiano (1917-1918).

## Los estigmas
Sin duda alguna lo que hizo más famoso al padre Pío fue el fenómeno de los estigmas, llamados pasionarios (por ser semejantes a los de Jesucristo en su Pasión): heridas en manos, pies, costado y hombro, dolorosas aunque invisibles entre 1911 y 1918, y luego visibles durante 50 años, desde septiembre de 1918 hasta septiembre de 1968. Su sangre tenía al parecer perfume de flores, aroma asociado a la santidad. La noticia de que el padre Pío tenía los estigmas se extendió rápidamente. Muy pronto miles de personas acudían a San Giovanni Rotondo para verle, besarle las manos, confesarse con él y asistir a sus misas. Se trató del primer sacerdote estigmatizado.
Ante la fama del padre, la Santa Sede envió a investigar a una celebridad en materia de psicología, el sacerdote Agostino Gemelli, franciscano, doctor en medicina, fundador de la Universidad Católica de Milán y amigo del papa Pío XI. Cuando el padre Gemelli se fue de San Giovanni, sin haber visto siquiera los estigmas, publicó un artículo en que afirmaba que estos eran de origen neurótico. El Santo Oficio se valió de la opinión de este psicólogo e hizo público un decreto que declaraba que «no se constata la sobrenaturalidad de los hechos».
El Obispo de Volterra, Raffaello C. Rossi, carmelita, fue formalmente comisionado el 11 de junio de 1921 por el Santo Oficio para realizar una investigación canónica sobre el Padre Pio. Rossi inició su Visita Apostólica el 14 de junio en San Giovanni Rotondo con el interrogatorio de testigos, dos sacerdotes diocesanos y siete frailes. Después de ocho días de investigación, finalmente completó un informe benévolo, que envió al Santo Oficio el 4 de octubre de 1921, fiesta de San Francisco de Asís. En dicho informe concluye: 

Lo que me parece que se puede afirmar hoy, recapitulando, es que los estigmas en cuestión y examen no son ni obra del demonio ni un grosero engaño, un fraude, el arte de un malicioso o un malvado. Y esto, si no estoy equivocado, puede ser hoy suficiente para tranquilizar a la Suprema Autoridad eclesiástica ante el caso del Padre Pío de Pietrelcina. Querría añadir que sus «estigmas» no me parecen tampoco un producto morboso de sugestión externa.

En los años siguientes hubo otros tres decretos y el último fue condenatorio, y en el que se prohibían las visitas al padre Pío o mantener alguna relación con él, incluso epistolar. Como consecuencia, el padre Pío pasó 10 años ―de 1923 a 1933― aislado completamente del mundo exterior.
A raíz de la Segunda Guerra Mundial (1939-1945), el padre fundó los «Grupos de Oración del Padre Pío». Los grupos se multiplicaron por toda Italia y el mundo. A la muerte del padre los grupos eran 726 y contaban con 68 000 miembros, y en marzo de 1976 pasaban de 1400 grupos con más de 150 000 miembros.

## El hospital Casa Alivio del Sufrimiento

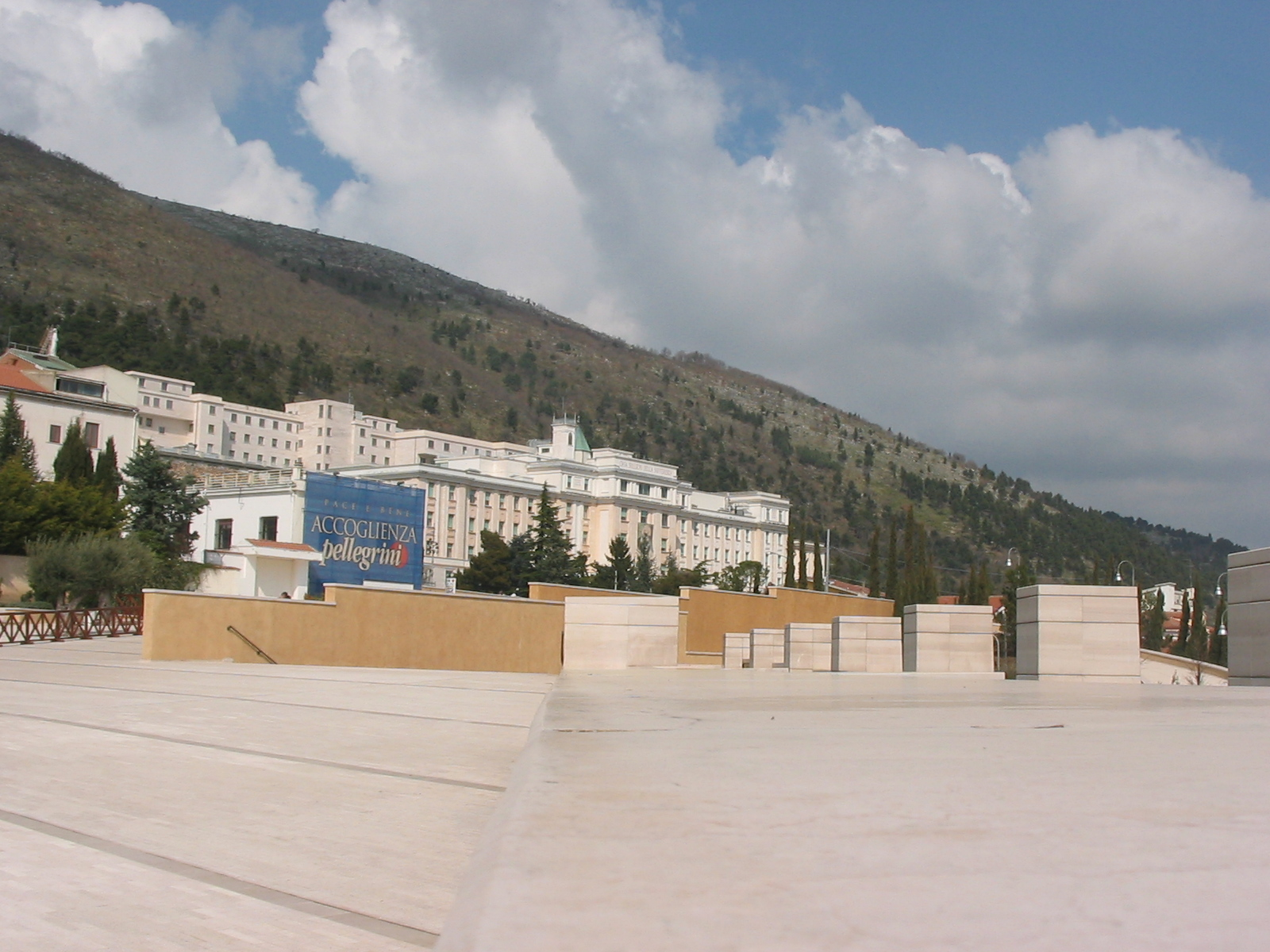
Vista general de la Casa Alivio del Sufrimiento (San Giovanni Rotondo).

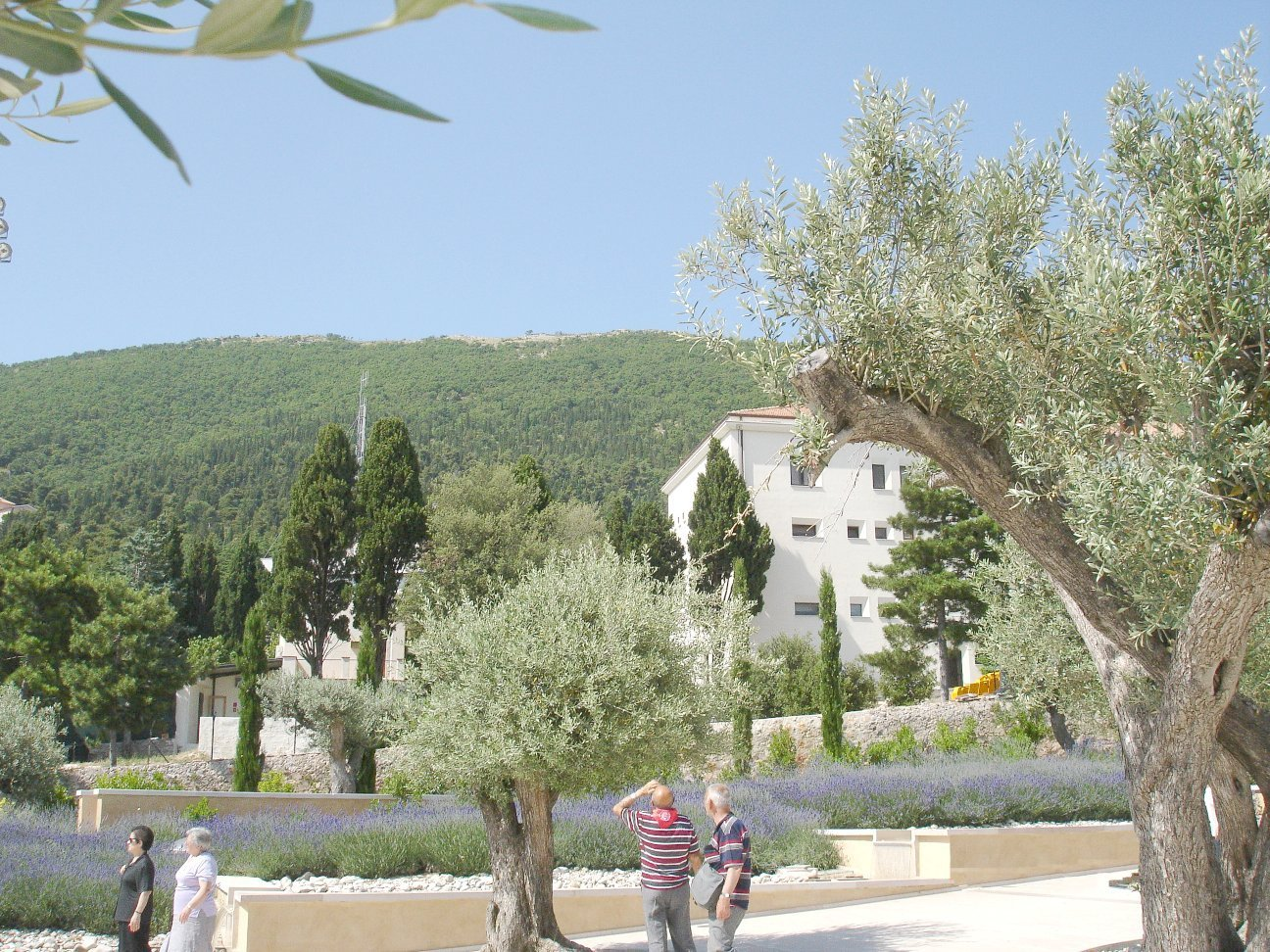
Paseo del Hospital-Casa Alivio del Sufrimiento al Santuario del Padre Pío (en San Giovanni Rotondo).

El 9 de enero de 1940, el padre Pío reunió a tres de sus grandes hijos espirituales y les propuso un proyecto al que él mismo se refirió como «su obra más grande aquí en la Tierra»: la fundación de un hospital que habría de llamarse Casa Alivio del Sufrimiento. El 5 de mayo de 1956 se inauguró el hospital con la bendición del cardenal Lercaro y un inspirado discurso del papa Pío XII. La finalidad del hospital es curar a los enfermos tanto desde el punto de vista espiritual como físico.
En 1940, el padre Pío inició planes para abrir su hospital en San Giovanni Rotondo, que se llamaría la Casa Sollievo della Sofferenza (o Casa de Alivio del Sufrimiento). Barbara Ward, una humanitaria británica y periodista en misión en Italia, jugó un papel importante en la obtención de una subvención de 325 000 dólares por parte del UNRRA (United Nations Relief and Rehabilitation Administration: Socorro de las Naciones Unidas y Administración de Rehabilitación). El hospital abrió sus puertas en 1956.
Con el fin de que el padre Pío pudiera supervisar este proyecto directamente, en 1957 el papa Pío XII le concedió la dispensa de su voto de pobreza.
Sin embargo, en 1959, periódicos y semanarios empezaron a publicar informaciones acerca de la administración que el padre Pío hacía de la Casa Alivio del Sufrimiento, acusándolo de apropiación indebida de fondos.
En Italia, la izquierda lo había bautizado «el monje más rico del mundo».
Después de varias investigaciones conducidas por la Curia Romana, se le quitó la administración del hospital. A sus seguidores se les recomendó no asistir a sus misas ni confesarse con él. Pero estos se negaron a seguir las recomendaciones.

## Muerte
El 20 de septiembre de 1968 el padre Pío cumplió 50 años de sufrir los estigmas, celebrando una misa multitudinaria. Sus fieles colocaron alrededor del altar cincuenta grandes macetas con rosas rojas, por sus cincuenta años de sangre.
Tres días después, el 23 de septiembre de 1968, el padre Pío falleció a los 81 años. Su funeral fue tan multitudinario que hubo que esperar cuatro días para que la multitud de personas pasara a despedirse. Se calcula que hubo más de 100 000 participantes en el entierro.

## Antes y después de su muerte

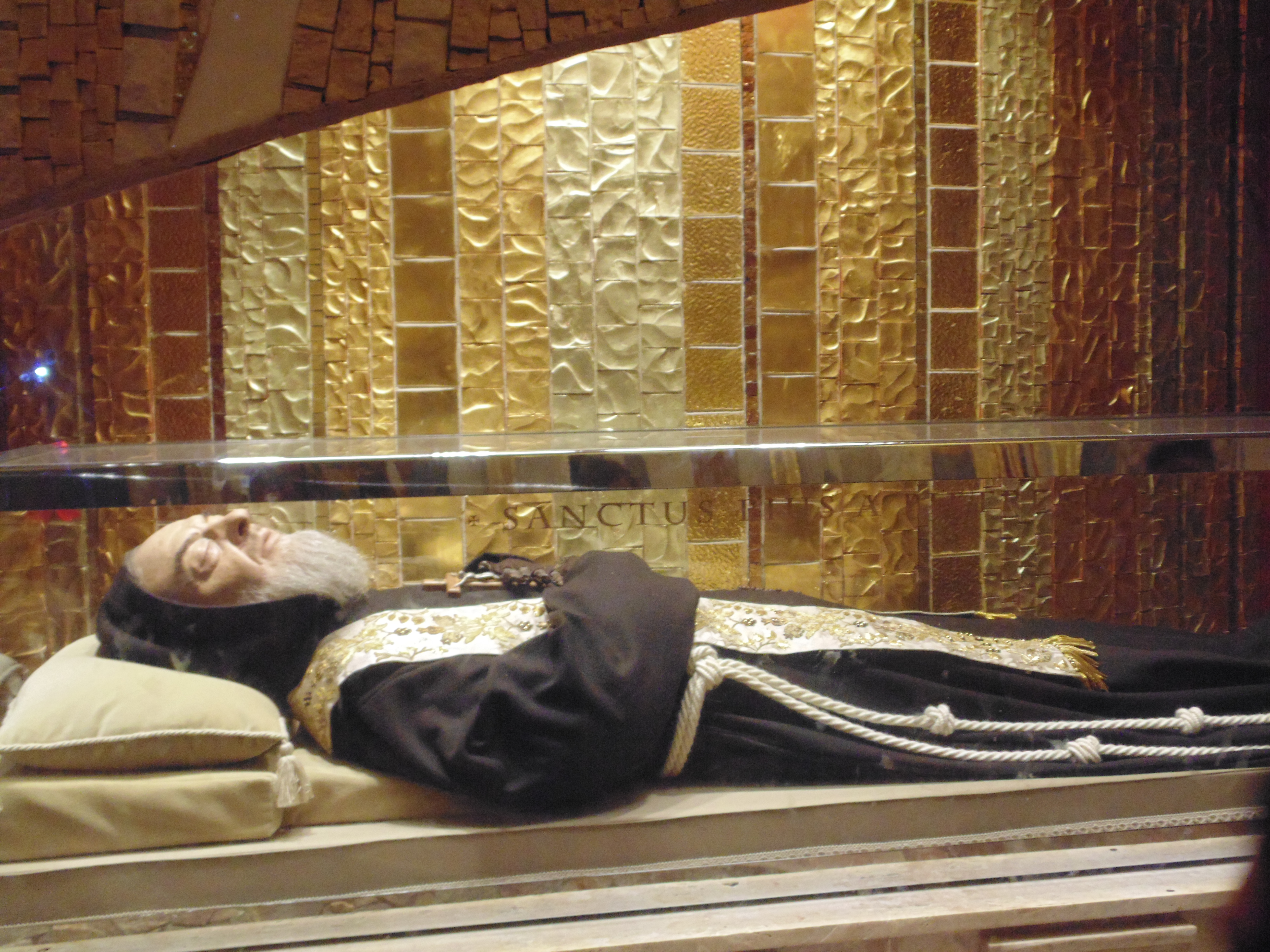
Cuerpo del padre Pío (San Pío de Pietrelcina) expuesto a pública veneración desde 2008. Una máscara de cera cubre su rostro.

Tiempo antes de morir ―bajo control médico que le impedía tener privacidad―, los estigmas que había padecido los últimos 50 años cicatrizaron. Cuando le quitaron los guantes prácticamente no quedaban marcas de ellos.
En noviembre de 1969 comenzaron los preliminares de la causa de beatificación del padre Pío. El 18 de diciembre de 1997, el papa Juan Pablo II lo declaró venerable. El 2 de mayo de 1999, el mismo papa lo beatificó, y el 16 de junio de 2002, lo canonizó bajo el nombre de san Pío de Pietrelcina.

## Dones del padre Pío

### Estigmas
Exhibió estigmas desde el 20 de septiembre de 1918 y los llevó durante 50 años hasta pocos días antes de su muerte (el 23 de septiembre de 1968).
Una vez que se hicieron públicas, las heridas fueron estudiadas por varios médicos. Algunos afirmaron que las heridas eran inexplicables y que nunca se habían infectado a pesar de que parecían sanar y reaparecer periódicamente. Alberto Caserta tomó radiografías de las manos de Pio en 1954 y no encontró anomalías en la estructura ósea. Algunos medios acusaron a Pío de fingir los estigmas, por ejemplo, usando ácido fénico para hacer las heridas. Otros, tras entrevistarse con él y examinarlo, llegaron a la conclusión de que eran de origen milagroso, incluyendo varios médicos.Algunos autores, como Sergio Luzzatto, han sostenido un origen fraudulento del fenómeno, si bien otros han contestado la validez de las afirmaciones de Luzzatto.

### Leer mentes y almas
La capacidad de visionar la vida de quienes se confesaban y de leer sus conciencias y almas, fue un don que utilizó frecuentemente durante el ministerio cuando servía a través del sacramento de la confesión. Múltiples anécdotas se han recopilado sobre diversos eventos durante la confesión con él. En el sacramento de la Confesión, el Padre Pío era bastante más exigente que otros sacerdotes, y decía que si el sacramento de la confesión era profanado o no iban con la intención de cambiar de vida, ellos siguen siendo culpables ante Dios.

### Curación
Se dijo que podía realizar curas milagrosas mediante el poder de la oración. Uno de los casos más conocido es el de Gemma di Giorgi, una niña siciliana cuya ceguera se creía que había sido curada durante una visita al Padre Pio. Gemma, que fue traída a San Giovanni Rotondo en 1947 por su abuela, nació sin pupilas. Durante su viaje para ver al Padre Pío, la niña comenzó a ver objetos, incluido un barco de vapor y el mar. La abuela de Gemma no creía que la niña se hubiera curado. Después de que Gemma se olvidó de pedirle gracia al Padre Pío durante su confesión, su abuela imploró al sacerdote que le pidiera a Dios que le devolviera la vista. El Padre Pío le dijo: "La niña no debe llorar y tú tampoco, porque la niña ve y tú sabes que ve".
Según la tradición, el obispo Karol Józef Wojtyła (más tarde conocido como papa Juan Pablo II) escribió al Padre Pío en 1962 para pedirle que orara por Wanda Poltawska, una amiga en Polonia que padecía cáncer. Más tarde, aparentemente se descubrió que el cáncer de Poltawska estaba en remisión espontánea. Los profesionales médicos aparentemente no pudieron ofrecer una explicación para el fenómeno.

### Bilocación
La bilocación es el fenómeno de estar en dos lugares al mismo tiempo. El padre Domenico da Cese, un compañero capuchino, informó que el 22 de septiembre de 1968 vio al Padre Pío arrodillado en oración ante el Santo Rostro de Manoppello, aunque se sabía que el Padre Pío no había salido de su habitación.
El día de la muerte del Padre Pío, la mística María Esperanza de Bianchini de Venezuela informó que él se le apareció en una visión y le dijo: "He venido a despedirme. Ha llegado mi hora. Es tu turno". Al día siguiente, supieron que el Padre Pío había muerto.

### Combate contra satanás
Durante su período de sufrimiento espiritual, sus seguidores creen que el Padre Pío fue atacado por el diablo, tanto física como espiritualmente. Sus seguidores también creen que el diablo usó trucos diabólicos para aumentar los tormentos del Padre Pío. Estos incluyeron apariciones como un "ángel de luz" y la alteración o destrucción de cartas hacia y desde sus directores espirituales. El Padre Pío informó que participó en un combate físico contra Satanás y sus secuaces.

### Profecía
Según un mito popular, en 1947 el Padre Karol Józef Wojtyła (más tarde conocido como papa Juan Pablo II) visitó al Padre Pío, quien escuchó su confesión. El cardenal austriaco Alfons Stickler informó que Wojtyła le dijo que durante esta reunión, el Padre Pío le dijo que algún día ascendería al "puesto más alto en la iglesia, aunque se necesita más confirmación". El secretario de Juan Pablo II, Stanisław Dziwisz, niega la predicción. También se le han adjudicado otras profecías con el paso de tiempo.

### Otros
Varios testigo afirmaron sentir una "fragancia muy intensa y agradable, similar al aroma de la violeta" cuando estaban cerca del Padre Pio, sin poder determinar el origen del olor.
Entre el 5 y 7 de agosto de 1918, unas semanas antes de recibir los estigmas, Pío describió una experiencia mística durante la cual sintió que lo traspasaban y quemaban espiritual y físicamente. El padre Benedicto, su director espiritual, interpretó este fenómeno como una transverberación.

## Citas del padre Pío de Pietrelcina
Solo soy un humilde fraile que ora...

Quédate conmigo, Señor...

Reza, ten fe y no te preocupes. La preocupación es inútil. Dios es misericordioso y escuchará tu oración... La oración es la mejor arma que tenemos; es la llave al corazón de Dios. Debes hablarle a Jesús, no solo con tus labios sino con tu corazón. En realidad, en algunas ocasiones debes hablarle solo con el corazón...

Dulce es la mano de la Iglesia también cuando golpea, porque es la mano de una madre.

Haré más desde el Cielo, que lo que puedo hacer aquí en la Tierra.

El hábito de preguntar «por qué» ha arruinado el mundo.

## Convento y el Santuario en san Giovanni Rotondo

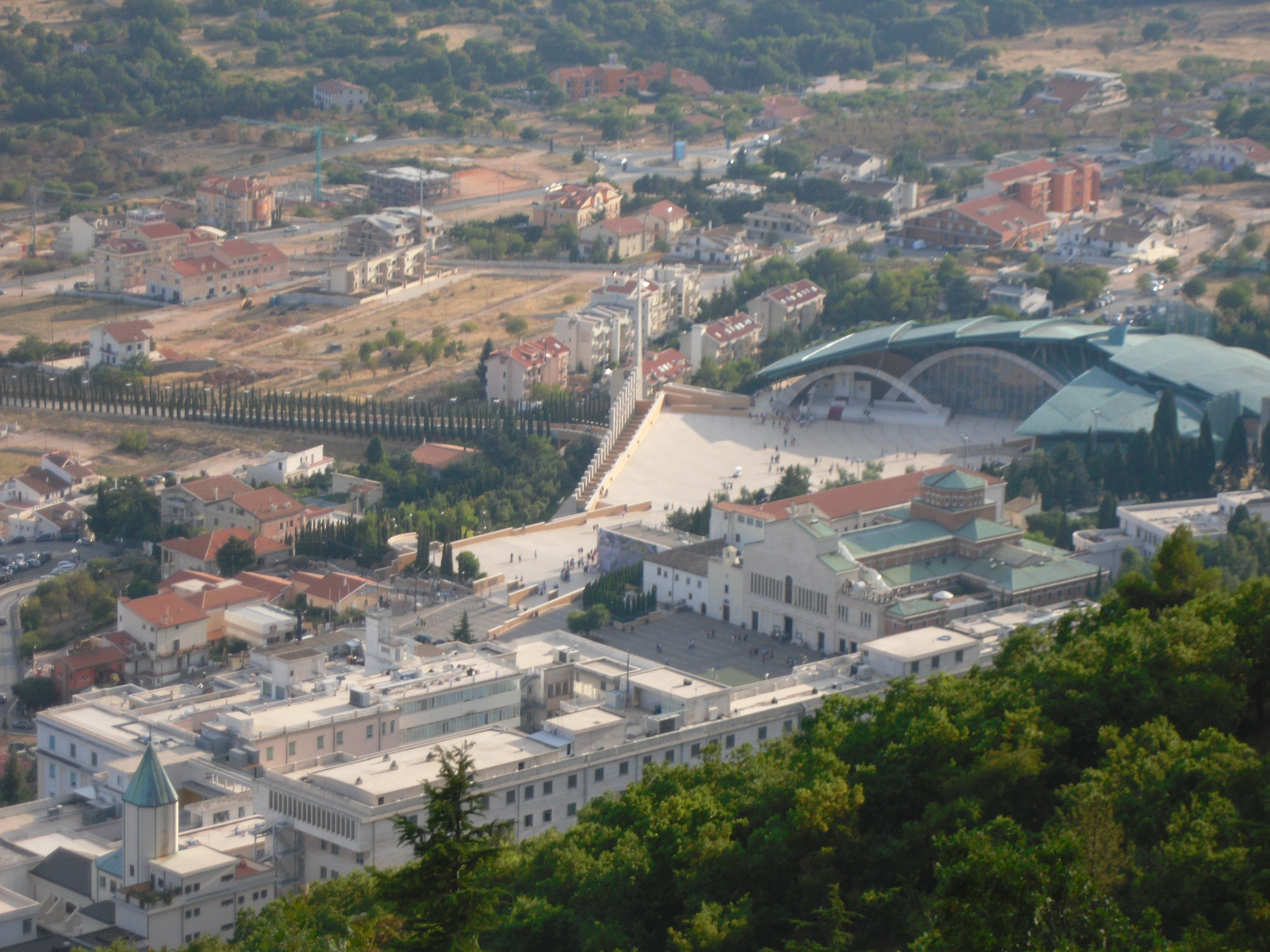
Panorámica del Santuario del Padre Pío de Pietrelcina en San Giovanni Rotondo (provincia de Foggia, Italia).

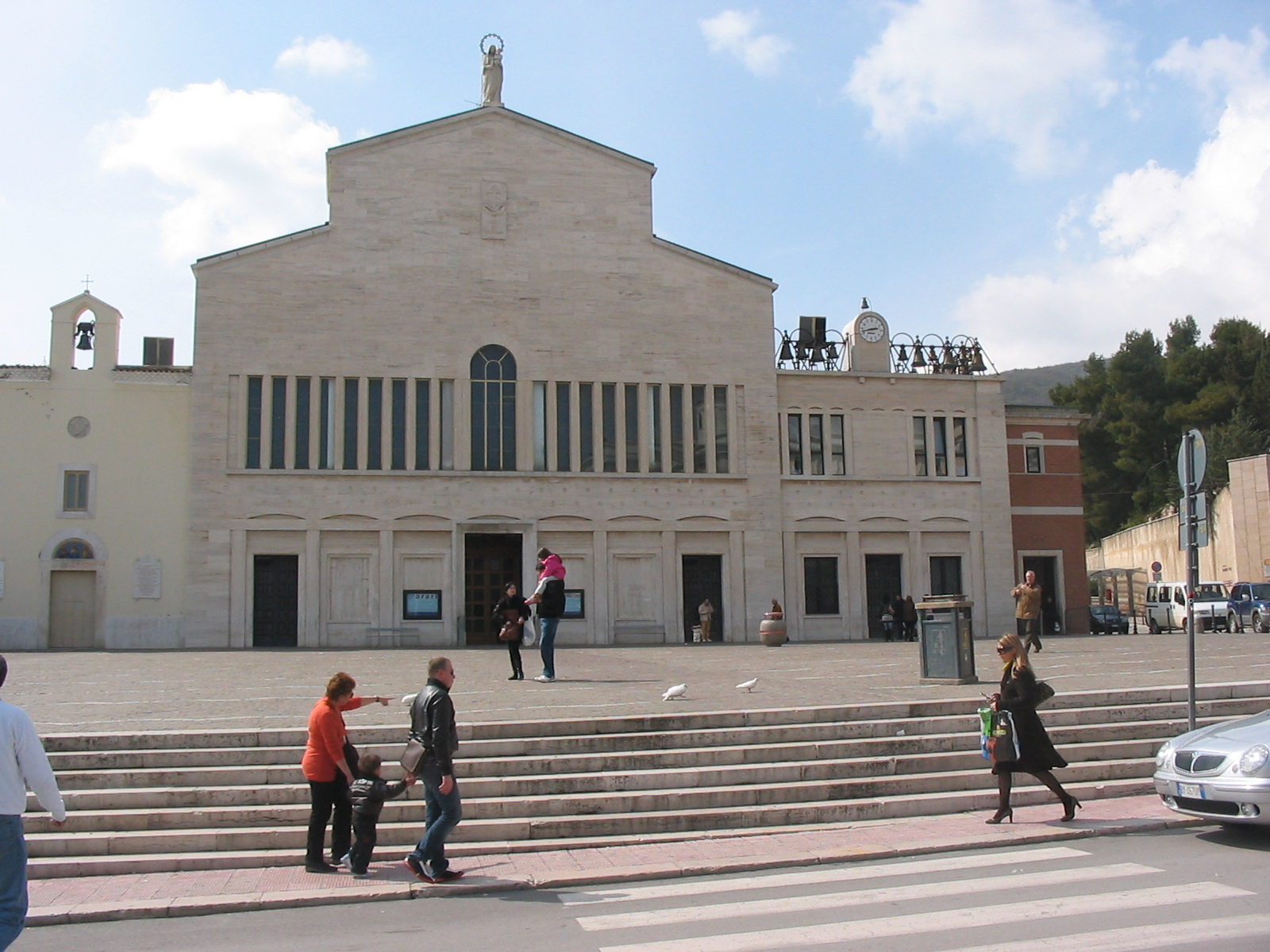
Portada de la Capilla de los Capuchinos (a la izquierda) y de la Iglesia de Santa María de las Gracias en San Giovanni Rotondo (provincia de Foggia), ciudad turística visitada principalmente por fieles de este santo católico estigmatizado.

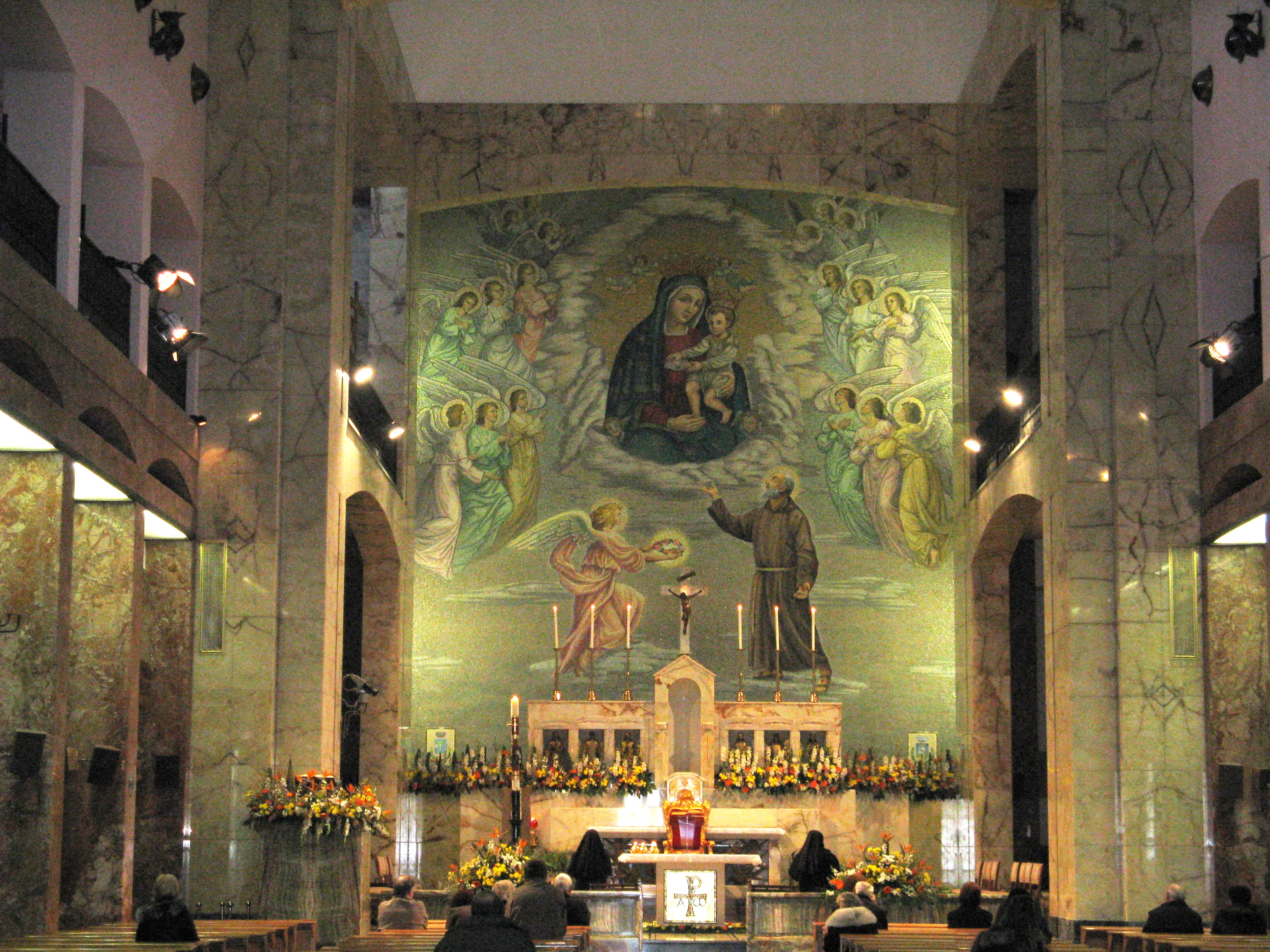
El altar mayor de la Iglesia de Santa María de las Gracias en San Giovanni Rotondo (provincia de Foggia, Italia).

El convento donde vivió el padre Pío de Pietrelcina y el santuario dedicado a él se encuentra en San Giovanni Rotondo, provincia de Foggia, en Italia, y recibe anualmente miles de peregrinos de todo el mundo.

## Controversias
El padre Pío fue objeto de numerosas investigaciones.En el período comprendido entre 1924 a 1931, el Santo Oficio de acuerdo con el fundador del Hospital Universitario Católico de Roma, el médico, psicólogo y sacerdote franciscano Agostino Gemelli publicó un artículo de negativa publicidad para el padre Pío afirmando la falsedad de los estigmas y su carácter neurótico. El Tribunal del Santo Oficio, apoyado en esta opinión emitió un decreto declarando que no constaba que los estigmas fuesen de carácter sobrenatural. En los años siguientes se emitieron tres decretos más de carácter restrictivo, entre ellos, no podía recibir visitas, ni confesar o dar dirección espiritual, ni mostrar las llagas, ni hablar de ellas, ni permitir que se las besaran, la Misa debía celebrarla en privado, sin fieles.
Gemelli concluyó que el padre Pío era «un ignorante y psicópata automutilador que se aprovecha de la credulidad de las personas».Por temor a disturbios locales, un plan para transferir al padre Pío a otro convento fue abandonado y un segundo plan fue cancelado cuando un motín estuvo a punto de suceder.
En 1933 la marea empezó a cambiar, cuando el papa Pío XI ordenó al Santo Oficio que revirtiera la prohibición de la celebración de misa del padre Pío. El papa declaró: «No he estado mal dispuesto hacia el padre Pío, sino que me habían informado mal».En 1934 se le permitió volver a escuchar confesiones. También se le dio permiso honorario para predicar, a pesar de no haber tomado el examen para la licencia de predicación.
El papa Pío XII, quien asumió el papado en 1939, animó a los devotos a visitar al padre Pío. Pasarán casi 30 años hasta que vuelva a ser perseguido por el Santo Oficio, siendo pontífice Juan XXIII.

### El papa Juan XXIII
De acuerdo con el libro Padre Pío, milagros y política en la Italia del siglo XX escrito en 2007 por el historiador Sergio Luzzatto, el papa san Juan XXIII (1958-1963) no adoptó la perspectiva de su predecesor, y escribió en 1960 sobre el «engaño enorme» del padre Pío.
Existieron largas investigaciones para resolver al menos 23 denuncias de seguidores íntimos, que decían que el padre Pío falsificaba los milagros y tenía relaciones sexuales con sus seguidoras más fieles. En la jerarquía de la Iglesia muchos dudaban de que su estigmas fueran reales (sugerían que las provocaba con ácido nítrico) y que utilizaba agua de colonia para crear el «olor de santidad» que lo hacía famoso.

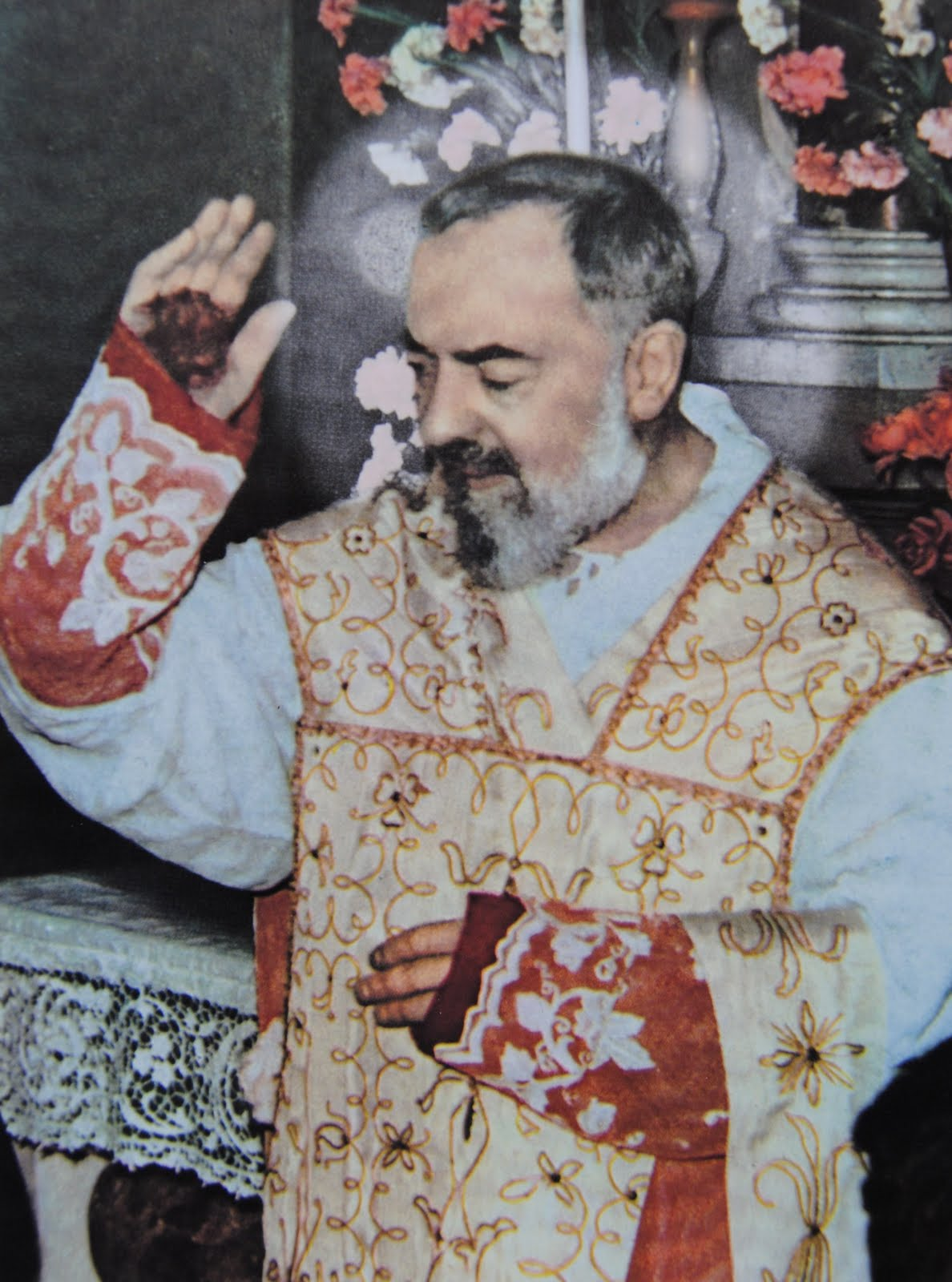
Fotografía del padre Pío presidiendo Misa, durante la que llevaba los estigmas expuestos.

Algunos críticos acusaron al padre Pio de falsificar los estigmas, por ejemplo, usando ácido carbólico para hacer las heridas. Maria De Vito (prima de un farmacéutico local en Foggia) testificó que el joven Pio compró una botellita de ácido carbólico y cuatro gramos de veratrina en 1919.
El obispo de Volterra, Raffaello Rossi, comisionado de investigar al padre Pío por el santo Oficio en 1921 considera la acusación sobre el ácido carbólico y la veratrina y concluye: 

El ácido fénico (ácido carbólico) fue solicitado para desinfectar jeringas para inyecciones. La veratrina para... ¡una broma que debía hacerse durante la recreación! el Padre Pío había experimentado los efectos de ese polvo en dosis imperceptibles puesto en el tabaco que le ofreció un hermano. Sin saber de venenos, sin ni siquiera pensar en qué era la veratrina (y por eso pidió cuatro gramos), la pidió ¡para repetir la broma y reírse de algún hermano! Eso es todo. Más que la malicia se revelan la sencillez y el espíritu bromista del Padre Pío.

Nadie discute que el Padre Pío ordenó ácido carbólico para el priorato. Sin embargo, en su libro de 2005, Padre Pío y América, el autor Frank Rega revela para qué era usado realmente el ácido:

"Los muchachos habían necesitado inyecciones para combatir la gripe española que estaba en su apogeo en ese momento. Debido a la escasez de médicos, los Padres Paolino y Pío administraron las inyecciones, usando ácido carbólico como agente esterilizante ".

Las denuncias de Luzzatto fueron recibidas con una instantánea desmentida de los seguidores del padre Pío.

El señor Luzzatto es un mentiroso [...] y propaga calumnias anticatólicas. [...] Nos gustaría recordarle al Sr. Luzzatto que ―de acuerdo con la doctrina católica―, la canonización lleva consigo la infalibilidad papal. Nos gustaría sugerir al Sr. Luzzatto que dedique sus energías al estudio de la religión de manera apropiada.
Pietro Siffi, presidente de la católica Liga Antidifamación

Luzzatto revela que sucesivos pontífices tuvieron opiniones diametralmente opuestas sobre el Padre Pío. El mismo refiere que el 25 de junio de 1960, el papa san Juan XXIII escribió en su diario íntimo acerca de las actividades del padre Pío:

Stamane da mgr Parente, informazioni gravissime circa P.P. e quanto lo concerne a S. Giov. Rotondo. L’informatore aveva la faccia e il cuore distrutto. [...] Con la grazia del Signore io mi sento calmo e quasi indifferente come innanzi ad una dolorosa e vastissima infatuazione religiosa il cui fenomeno preoccupante si avvia ad una soluzione provvidenziale. Mi dispiace di P.P. che ha pur un’anima da salvare, e per cui prego intensamente» annota il Pontefice. L’accaduto ―cioè la scoperta per mezzo di filmine, «si vera sunt quae referentur», dei suoi rapporti intimi e scorretti con le femmine che costituiscono la sua guardia pretoriana sin qui infrangibile intorno alla sua persona― fa pensare ad un vastissimo disastro di anime, diabolicamente preparato, a discredito della S. Chiesa nel mondo, e qui in Italia specialmente. Nella calma del mio spirito, io umilmente persisto a ritenere che il Signore faciat cum tentatione provandum, e dall’immenso inganno verrà un insegnamento a chiarezza e a salute di molti.
Esta mañana [recibí] de Mons. Parente, informaciones gravísimas sobre el P. P. y cuanto se relaciona con San Giovanni Rotondo. El informador tenía el rostro y el corazón destruidos. [...] Con la gracia de Dios, me siento tranquilo y casi indiferente como ante una dolorosa y vastísima infatuación religiosa, cuyo fenómeno preocupante comienza con una solución providencial. Lo siento por el P. P., que tiene sin embargo un alma que salvar, y por quien ruego intensamente. Lo acaecido ―esto es, el descubrimiento de estas filmaciones, si vera sunt quae referentur [‘si son verdaderas las (cosas) que son relatadas’, en latín], sus relaciones íntimas e incorrectas con las mujeres que forman su guardia pretoriana hasta ahora infranqueable en torno a su persona― me hacen pensar en un vastísimo desastre de almas, diabólicamente preparado para desacreditar a la Santa Iglesia en el mundo, y especialmente aquí en Italia. En la calma de mi espíritu, humildemente persisto en creer que el Señor faciat cum tentatione provandum (‘haga de la tentación una prueba’), y de este inmenso engaño vendrá una enseñanza para la claridad y la salud de muchos.
San Juan XXIII, diario del 25 de junio de 1960, en cuatro hojas; 
permaneció inédito hasta 2007, en que fue publicado por Sergio Luzzatto

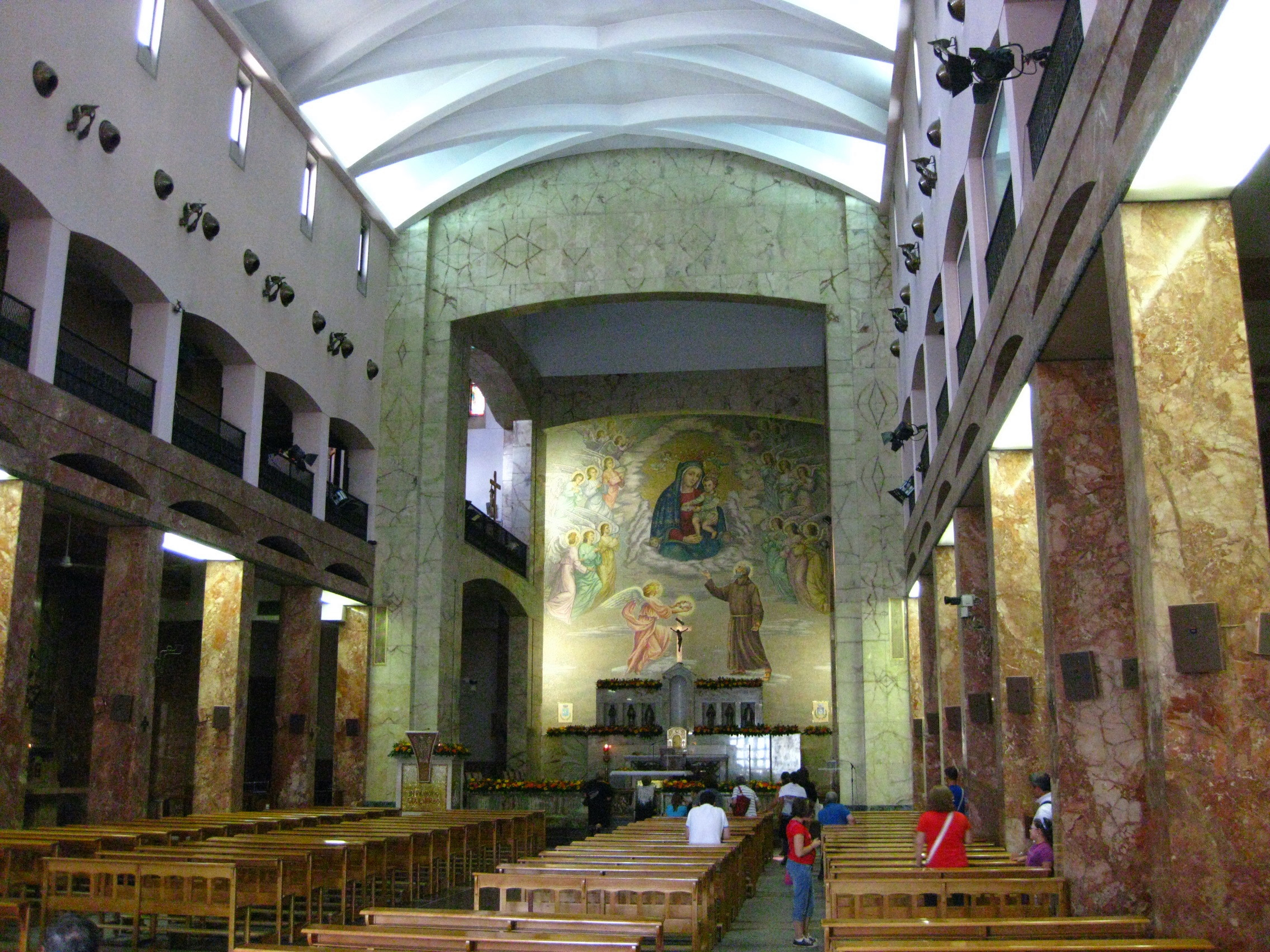
Interior de la Iglesia de Santa María de las Gracias en San Giovanni Rotondo (provincia de Foggia, Italia).

El 29 de julio de 1960 ―apenas un mes después de la anotación del papa―, el monseñor Carlo Maccari (1913-1997), quien más tarde se convertiría en el arzobispo de Ancona, comenzó otra investigación en nombre del papa Juan XXIII y el Santo Oficio. Se dice que el informe de 200 páginas que compiló, aunque nunca se publicó en su totalidad, era devastadoramente crítico. Según los informes de la prensa italiana de aquella época, Maccari incluyó una acusación de que el padre Pío tenía relaciones sexuales con mujeres dos veces por semana «bis in hebdómada copulabat cum muliere». De acuerdo con la literatura oficial de los capuchinos, Maccari luego se retractó y oró al Padre Pío en su lecho de muerte. Sin embargo el arzobispo Maccari falleció el 17 de abril de 1997 debido a un accidente de tránsito.
El padre Carmelo Durante de Sessano informa de una discusión que habría tenido lugar entre el arzobispo de Manfredonia Andrea Cesarano y el papa Juan XXIII, en la que el papa se habría "tranquilizado" sobre los temas relacionados con el Padre Pío:

— ¿Qué pasa con el Padre Pío?
— Santidad…
— No me llames santidad -interrumpiéndolo- llámame Don Angelo como siempre lo has hecho. ¡Háblame sobre el!
— Padre Pío es siempre el hombre de Dios que conocí al comienzo de mi mudanza a Manfredonia. Es un apóstol que hace un inmenso bien a las almas.
— Don Andrea, ahora dicen tanto mal del Padre Pío.
— Pero, por el amor de Dios, Don Angelo. Todas estas son calumnias. Conozco al Padre Pío desde 1933 y le aseguro que siempre es un hombre de Dios. Un santo.
— Don Andrea, son sus hermanos quienes lo acusan. Y luego… esas mujeres, esas grabaciones… Hasta grabaron los besos.
Entonces el Santo Padre guardó silencio de angustia y trastornado. El obispo Cesarano, con un estremecimiento que le recorrió el alma y el cuerpo, trató de explicar:
— Por Dios, no se trata de besos pecaminosos. ¿Puedo explicarle lo que pasa cuando acompaño a mi hermana con el Padre Pío?
— Dime
Y el obispo Cesarano le dijo al Santo Padre que cuando su hermana se encontraba con el Padre Pío y ella lograba tomarle la mano, la besaba y volvía a besarla, abrazándola con fuerza, a pesar de los vívidos agravios por temor a sentir más daño por los estigmas. El buen Papa Juan miró al cielo y exclamó: 
— ¡Alabado sea Dios! Qué consuelo me has dado. ¡Qué alivio!

Tras la muerte de Juan XXIII (3 de junio de 1963), el 30 de julio de 1964, el papa Pablo VI rechazó las acusaciones de su antecesor y comunicó oficialmente a través del cardenal Ottaviani que toda libertad en su ministerio estaba siendo devuelta al Padre Pío de Pietrelcina. También concedió el indulto para seguir celebrando, incluso públicamente, la Santa Misa.
En 2011, Stefano Campanella (director de Tele Radio Padre Pio, en San Giovanni Rotondo) publicó el libro Obedientia et pax. La verdadera historia de una persecución falsa, donde afirmó que el papa Juan XXIII no había estado en contra del padre Pío.

## Películas sobre la vida del padre Pío
- El Misterio del Padre Pío, Género: Documental. Director: José María Zavala. España. 2019. Duración: 80min.
- Reza, ten fe y no te preocupes: homenaje al padre Pío, coproducción de John Paddy Nolan y EWTN.
- Padre Pío: entre el cielo y la Tierra, con Michele Placido y coproducción de la RAI.
- Padre Pío (2000). Director: Carlo Carlei. Actores Sergio Castellito y Jürgen Prochnow, coproducción de Cinecittá y Lux Vide.
- Padre Pío: la noche del profeta, de Tau Production y EWTN.
- Padre Pío (2022), Género: Drama/Biografía. Director: Abel Ferrara. Estados Unidos. Duración: 104min.